# Sonja Lang
Sonja Lang, anteriormente conhecida como Sonja Elen Kisa (Moncton, New Brunswick, Canadá, 1 de novembro de 1978) é a criadora da língua planejada Toki Pona. É uma linguista, tradutora, enxadrista e wikipedista envolvida com trabalhos em inglês, francês e esperanto. Ela vive atualmente em Toronto. Kisa teria buscado inspiração nos princípios filosóficos do Taoismo ao criar a nova língua. Sonja Kisa é graduada em Artes.
Além do seu portal sobre linguística, Sonja's Linguistic Surrealscape, Kisa publicou um blog sobre enxadrismo, o Sonja's Chess Journey.

## Principais projetos
- Toki Pona

Saiba mais sobre outros projetos de Sonja na sua página oficial.